# Fortune (ciruela)
Fortune es una variedad cultivar de ciruelo (Prunus salicina), de las denominadas ciruelas japonesas (aunque las ciruelas japonesas en realidad se originaron en China, fueron llevadas a los EE. UU. a través de Japón en el siglo XIX).
Una variedad que fue obtenida por D.W. Ramming Fresno (California) de un cruzamiento de 'Laroda' x ['Queen Ann' x 'Late Santa Rosa']. Las frutas son de tamaño grande, ligeramente ovaladas, piel firme con un color rojo brillante sobre fondo amarillo, algo más oscura en completa madurez, cubiertas con una pruina fina, y pulpa de color amarillo ámbar, textura firme, y sabor acidulado, con calidad gustativa media a buena según la zona de cultivo. Tolera las zonas de rusticidad según el departamento USDA, de nivel 5 a 9.

## Sinonimia
- "Fortuna".

## Historia
'Fortune' variedad de ciruela, obtenida por D.W. Ramming en el "USDA Horticultural Crops Research Laboratory" en Fresno (California) de un cruzamiento complejo de 'Laroda' como "Parental Madre" x el polen de ['Queen Ann' x 'Late Santa Rosa'] como "Parental Padre". Fue introducida en los circuitos comerciales en 1988.
'Fortune' está cultivada en España, Italia, Portugal, Sudáfrica, Chile,  Argentina, y Turquía.

## Características
'Fortune' es un árbol de tamaño mediano vigor medio y hábito de crecimiento erguido o ligeramente extendido, con entrada en producción algo lenta y producción buena a muy buena y regular, necesitando un aclareo de los frutos, tiene un tiempo de floración que comienza a partir del 9 de abril con el 10% de floración, para el 18 de abril tiene una floración completa (80%), y para el 21 de abril tiene un 90% de caída de pétalos.
'Fortune' tiene una talla de fruto grande, ovoideo, algo asimétrico, sutura ventral ancha, roma, poco profunda, con un peso promedio de 84.60 g; epidermis tiene una piel firme, con un color rojo brillante sobre fondo amarillo, algo más oscura en completa madurez, cubiertas con una pruina fina; pulpa de color amarillo ámbar, textura firme, y sabor acidulado, con calidad gustativa media a buena según la zona de cultivo.
Hueso semi adherente a la pulpa, de tamaño pequeño, aplanada, ovalada.
Su tiempo de recogida de cosecha se inicia en su maduración en la segunda decena de agosto. El fruto se ablanda lentamente después de la recolección. Buena conservación en frío. Presenta facilidad para el transporte y manipulación.

## Usos
Las ciruelas 'Fortune' de muy buena calidad como fruta fresca en mesa, son buenas aprovechables en postres de cocina como tartas y pasteles, y se  utilizan comúnmente para hacer conservas y mermeladas.

## Polinización
De polinización autoincompatible. Buenos polinizadores son: 'Frontier', 'Laroda', 'Late
Santa Rosa', y 'Santa Rosa'.